# مولد غاز

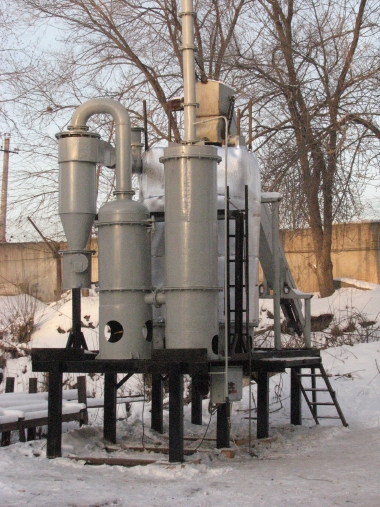

مولد الغاز هو جهاز لانتاج الغاز، يُمكن استخدامه لتشغيل تربينة أو توليد غاز من مصدر صلب أو سائل عندما يكون تخزين الغاز مضغوطاً غير مرغوب فيه أو غير عملي.
يشير مصطلح «مولد الغاز» إلى جهاز يستخدم وقود الصواريخ لتوليد كميات كبيرة من الغاز. يُستخدم هذا الغاز عادة لتشغيل التربينة بدلاً من توفيرقوة دفع كما في محركات الصواريخ.

تُستخدم مولدات الغاز من هذا النوع لتشغيل المضخات التوربينية في محركات الصواريخ، وتُستخدم بواسطة بعض وحدات الطاقة المساعدة لتشغيل المولدات الكهربائية والمضخات الهيدروليكية.
تشمل أنواع أخرى من مولدات الغاز تلك المستخدمة في الوسادة الهوائية للسيارات، والتي صُممت لانتاج كمية محدودة من غاز خامل سريعاً بالإضافة إلى مولد الأكسجين الكيميائي، الذي يوفر أكسجين بمعدل ثابت للتنفس على فترة طويلة.
استُخدمت مولدات الغاز المحمولة التي تحول الفحم إلىغاز المولدات خلال الحرب العالمية الثانية لتشغيل العربات، وذلك كوسيلة لتخفيف النقص في البنزين المتاح.

## التطبيقات الشائعة

### كمصدر للطاقة
استخدم صاروخ V-2 ماء أكسجين متحلل بواسطة تحفيز محلول بيرمنجنات الصوديوم كمولد غاز. استُخدم هذا لتشغيل مضخة توربينية لضغط وقود الصاروخ الأساسي الأكسجين السائل والإيثانول.
حُرق بعضاً من الوقود الأساسي في ساتورن 5 إف-1 والمحرك الأساسي للمكوك الفضائي لتشغيل المضخة التوربينية. استخدم مولد الغاز في هذه التصاميم خليط وقود غني جداً بالوقود للحفاظ على درجة حرارة اللهب منخفضة نسبياً.
استخدمت كل منوحدة الطاقة المساعدة للمكوك الفضائي ، ووحدة طاقة الطوارئ لطائرة إف-16 الهيدرازين كوقود. يقوم الغاز بتشغيل التربينة، التي بدورها تُشغل المضخات الهيدروليكية. تُشغل أيضاً وحدة طاقة الطوارئ المولد الكهربائي في طائرة إف-16.
استُخدمت أيضاً مولدات الغاز لتشغيل الطوربيدات، على سبيل المثال طوربيد الأسطول الأمريكي طوربيد مارك 16 الذي شُغل بماء الأكسجين.
يتحلل محلول مركز من فوق أكسيد الهيدروجين (ماء الأكسجين) يُعرف باسم بروكسيد سريع التطاير، لانتاج أكسجين وبخار ماء طبقاً للمعادلة الكيميائية التالية:
2H2O2 → 2 H2O + O2
يتحلل الهيدرازين إلى نيتروجين وهيدروجين. يكون التفاعلطارد للحرارة بشدة، وينتج حجم كبير من الغاز الساخن من حجم صغير من السائل، وتعبر المعادلات التالية عن التفاعل:
1. 3N2H4 → 4 NH3 + N2
2. N2H4 → N2 + 2 H2
3. 4NH3 + N2H4 → 3 N2 + 8 H2

يُمكن أن تُستخدم العديد من مكونات وقود الصواريخ الصلب كمولدات غاز.

### النفخ وإخماد الحريق
تستخدم العديد من وسائد هواء السيارات أزيد الصوديوم للنفخ (اعتباراً من عام 2003). ينتج غاز النيتروجين من تحلل محفزات شحنة صغيرة من مصدر ناري، يقوم بنفخ الوسادة الهوائية في حوالي 30 ملي ثانية. قد تحتويالوسادة الهوائية التقليدية  فيالولايات المتحدة حوالي 130 جرام من أزيد الصوديوم.
تُستخدم مولدات غاز مماثلة لإخماد الحريق.
يتحلل أزيد الصوديوم في تفاعل طارد للحرارة إلىالصوديوم والنيتروجين طبقاً للمعادلة التالية:
2NaN3 -> 2 Na + 3 N2

يكون الصوديوم الناتج خطيراً، لذلك تُضاف مواد أخرى مثل نترات البوتاسيوم والسليكا لتحويله إلى زجاج السليكات (الزجاج المائي).

### توليد الأكسجين
يوفر مولد الأكسجين الكيميائي أكسجين للتنفس بمعدل ثابت على فترة طويلة. تُستخدم كلورات وفوق كلورات الصوديوم والبوتاسيوم والليثيوم.

### توليد غاز الوقود
قد يُستخدم جهاز يحولالفحم أو أي مادة كربونية إلى غاز المولدات، كمصدر لوقود الغاز للاستخدام الصناعي. استُخدمت أنواع محمولة من هذا النوع من مولدات الغاز خلال الحرب العالمية الثانية لتشغيل العربات، كوسيلة لتخفيف النقص فيالبنزين المتاح.